# Avondance
Avondance is een gemeente in het Franse departement Pas-de-Calais (regio Hauts-de-France) en telt 44 inwoners (2009). De plaats maakt deel uit van het arrondissement Montreuil.

## Geografie
De oppervlakte van Avondance bedraagt 2,1 km², de bevolkingsdichtheid is dus 21 inwoners per km².
De onderstaande kaart toont de ligging van Avondance met de belangrijkste infrastructuur en aangrenzende gemeenten.

## Demografie
Onderstaande figuur toont het verloop van het inwonertal (bron: INSEE-tellingen).